# Deregulierter Krieg
Deregulierter Krieg ist ein Begriff für Kriege im 21. Jahrhundert, die ohne Anerkennung von kriegsvölkerrechtlichen Regeln, humanitären Rücksichten und Vereinbarungen zum Schutz von Zivilisten, Verwundeten und Gefangenen geführt werden. Oft handelt es sich dabei um Aufstände, Bürgerkriege oder internationale Kriege ohne völkerrechtliche Legitimation der Kriegsparteien. Die Kriegführenden befinden sich zumindest zum Teil außerhalb staatlicher Kontrolle, handeln aber teils mit staatlicher Billigung oder Unterstützung. Akteure sind dabei Soldaten zerfallender Armeen in failed states, paramilitärische Verbände in Ressourcenkriegen, international agierende Militärunternehmen, Söldnertruppen und marodierende Banden oder gar Kindersoldaten ohne Bindung außer der an ihre Anführer. Dabei geht die einhegende Wirkung völkerrechtlicher Normen verloren.
Während die Zahl klassischer Kriege seit dem Ende des Kalten Krieges zurückgeht, steigt die Zahl der deregulierten Kriege vor allem im globalen Süden. Nach 2000 spielten private Sicherheits- und Militärunternehmen eine immer größere Rolle in den wichtigsten militärischen Konflikten.

## Merkmale
Wichtigstes Merkmal deregulierter Konflikte ist der Verlust des staatlichen Gewaltmonopols, das normalerweise in Form der organisierten und legitimierten staatlichen Gewalt auf dem eigenen Territorium ausgeübt wird. Dieses Monopol wird in vielen Regionen der Welt in Frage gestellt, wodurch die Unterscheidung zwischen Soldat und Zivilist häufig nicht eindeutig ist. Unter anderem deshalb handelt es sich bei einem Großteil der Opfer bei deregulierten Kriegen um Zivilisten.
Zu unterscheiden ist eine Deregulierung der Gewalt von unten und von oben. Die erste Form findet sich beim Kampf um lokale Rohstoffe, beim Waffen-, Drogen- und Menschenhandel des organisierten Verbrechens. Die Deregulierung von unten wird möglich durch die systematische Selbstfinanzierung von Kriegsparteien, die in der Beteiligung an den Konflikten ein profitables Geschäft sehen. Wirtschaftliche Gründe wie die Versuche der Monopolisierung der Ressourcen in Gewaltökonomien bzw. die Unzufriedenheit mit der Verteilung der Erlöse werden als Konfliktmotive immer wichtiger. Aber auch der Einsatz von privaten Sicherheitsfirmen durch private Investoren angesichts unzureichenden staatlichen Schutzes ist eine solche Form der Deregulierung der Gewalt von unten.
Die Deregulierung der Gewalt von oben vollzieht sich durch die Beauftragung privater Militärfirmen, das Outsourcing oder die Privatisierung der Kriegsführungen, wie es zurzeit vor allem von den USA, Großbritannien, Russland und anderen Ländern praktiziert wird. Der Einsatz von Militärunternehmen bietet für Staaten den Vorteil, geringere diplomatische Verwicklungen zu provozieren und die eigenen Verluste zu verschleiern. Außerdem können so vertraglich vereinbarte Beschränkungen der Truppenzahlen umgangen werden. Auch im Rahmen von Entwicklungsstrategien spielen Sicherheitsaspekte einer immer größere Rolle: Private Akteure der Entwicklungszusammenarbeit oder auch Träger humanitärer Hilfe im globalen Süden werden immer öfter von privaten Sicherheitsdiensten geschützt.
Insbesondere für die USA war es angesichts einer schrumpfenden Armee nicht mehr möglich, bei allen Konflikteinsätzen reguläre Soldaten einzusetzen. So verließ man sich bei der Ausbildung, Transport und Versorgung der Soldaten oder beim Verhör von Kriegsgefangenen, aber auch bei Kampfeinsätzen immer stärker auf private Sicherheitsdienste, vor allem im Irakkrieg und in Afghanistan. Zunehmend fühlt sich Armeen durch die vielfältigen Einsätze im Kampf gegen den Terrorismus überfordert. Im Zweiten Golfkrieg 1991 hatte das US-Heer noch 711.000 aktive Soldaten zur Verfügung, während des Irakkriegs 2003 waren es nur noch 487.000. Ermöglicht wurde die Privatisierung durch die nach Ende des Kalten Krieges zahlreichen militärischen Experten, die nach einer neuen Beschäftigung suchten, sowie durch die erhöhte Nachfrage nach militärisch gestützten UN-Friedensmissionen, die immer größer war als das Angebot an Truppen.
Der Einsatz von Privatarmeen oder Söldnertruppen, nicht identifizierbaren oder als Zivilisten getarnten Kämpfern (oder auch von nicht identifizierbaren Drohnen usw.) kann der Verschleierung der Urheber einer kriegerischen Aktion oder von Verstößen gegen das Kriegsvölkerrecht dienen und die rechtliche und moralische Grenze zwischen zulässigen und unzulässigen Kriegshandlungen verwischen. Es handelt sich dann um eine Form hybrider Kriegsführung, bei der sich die Kämpfer im rechtsfreien Raum bewegen.
Einen weiteren Schritt der Deregulierung des Krieges von oben, der Konzepte des Partisanenkriegs und des zivilen Widerstand beinhaltet, stellen Strategien wie das Resistance Operating Concept oder die sogenannte totale Verteidigung dar, wobei die gesamte Zivilgesellschaft und Wirtschaft unterlegener Staaten als Teil eines konzertierten Widerstands gegen die Armee eines Aggressors einbezogen und mobilisiert werden. Diese Strategie wirft schwierige rechtliche Fragen hinsichtlich des Kombattantenstatus der zivilen Kämpfer gemäß der Haager Landkriegsordnung, auf. Erforderlich für die Anerkennung von Söldnern oder Zivilisten als Kombattanten sind demnach die Eingliederung in reguläre Truppen, die Existenz verantwortlicher Vorgesetzte, weithin sichtbare Abzeichen und das offene Tragen von Waffen.

## Verwandte Begriffe
Viele dieser Kriege sind zugleich asymmetrische Kriege, d. h. einer regulären Armee steht eine waffentechnisch unterlegene, aber auf eigenem Gebiet kämpfende irreguläre Truppe gegenüber, die oft von lokalen Warlords geführt wird. Diese rekrutieren oft zwangsweise Kämpfer, welche von Nichtkombattanten kaum zu unterscheiden sind. Ob der Begriff „Neue Kriege“ (New Wars) für diesen Gestaltwandel des Krieges angemessen ist, wird kontrovers diskutiert. Charakterisiert werden die „Neuen Kriege“ wie folgt: Das Ziel der meisten aktuellen Gewaltkonflikte sei nicht länger die Zerschlagung oder Vernichtung der gegnerischen Streitkräfte. Diese sei häufig unmöglich, da die unterlegene Partei sich selten in größeren Formationen zur Schlacht stelle, sondern Überraschungsangriffe aus dem Hinterhalt starte oder versuche, lokale Ressourcen für sich zu sichern und auf globalen Schattenmärkten zu vermarkten.
Diese Charakteristika der „neuen“ Kriege und auch deren Brutalisierung mit dem Anstieg der zivilen Opfer sind nach Ansicht der Kritiker des Begriffs jedoch nicht neu, sondern für viele Kriege typisch, die schon vor dem Ende des Ost-West-Konflikts ausgetragen wurden, z. B. für Guerillakriege oder den Partisanenkampf. Auch schon in der französischen Levée en masse ab 1793, der spanischen Guerilla gegen Napoleon ab 1808, dem Vaterländischen Krieg Russlands 1812 und den Befreiungskriegen in Deutschland ab 1813 wurde die Bevölkerung der beteiligten Staaten in einem größeren Ausmaß in das militärische Geschehen einbezogen. Während der Partisanenkrieg jedoch die defensive Variante einer Asymmetrierung des Krieges aus der Position des Schwächeren heraus ist, agiert der moderne Terrorismus auch offensiv im Ausland.
Die Kehrseite der Deregulierung der Kriegsführung ist die Verrechtlichung und „Verpolizeilichung“ des Krieges in Form der Legitimierung militärischer Gewalt durch Entsendung multinationaler Streitkräfte mit dem Auftrag der Friedenserzwingung oder -sicherung.